# Juan de Almoguera
Juan de Almoguera, O.SS.T. (18 de fevereiro de 1605 - 2 de março de 1676) foi um prelado católico romano que serviu como arcebispo de Lima (1673–1676) e bispo de Arequipa (1659–1673).

## Biografia
Juan de Almoguera nasceu em Córdoba, Espanha, e foi ordenado sacerdote na Ordem Trinitária. No dia 17 de fevereiro de 1659, o Papa Alexandre VII nomeou-o Bispo de Arequipa. A 24 de março de 1661, foi consagrado bispo por Agustín Muñoz Sandoval, bispo de Cuzco. A 27 de novembro de 1673, o Papa Urbano VIII nomeou-o arcebispo de Lima, onde serviu até à sua morte a 2 de março de 1676.